# Rangaeris longicaudata
Rangaeris longicaudata là một loài thực vật có hoa trong họ Lan. Loài này được (Rolfe) Summerh. miêu tả khoa học đầu tiên năm 1936.